# Rehabilitación laboral
Rehabilitación laboral o rehabilitación profesional, según la OIT y la GLARP, es el proceso "por el cual una persona logra compensar con el mayor grado posible las desventajas originadas de una deficiencia o una discapacidad, que afectan su desempeño laboral, dificultándole o impidiéndole la integración sociolaboral mediante la consecución, el mantenimiento y promoción de una vida productiva. La rehabilitación laboral se justifica cuando la persona con discapacidad enfrenta una desventaja laboral."
La OMS en 1955 la definió como " ...el suministro de medios -especialmente orientación profesional y colocación selectiva- para que los invalidos puedan obtener y conservar un empleo adecuado".
También es llamada readaptación o rehabilitación vocacional.
La rehabilitación laboral es subsiguiente, e incluso simultánea, a la rehabilitación clínica o médico-funcional y con esta, así como con la rehabilitación social, es parte del proceso de rehabilitación integral de personas con discapacidad y minusvalía con el objetivo de su reinserción social completa.
Como todo proceso de rehabilitación en salud, la rehabilitación laboral es interdisciplinario dirigido principalmente por profesionales en terapia ocupacional junto con profesionales de medicina física y rehabilitación y con la complementación de otras disciplinas o profesiones, como la psicología, la fisioterapia y el trabajo social, necesarias para resarcir a la persona sus funciones sociales, laborales y productivas.